# Csézy

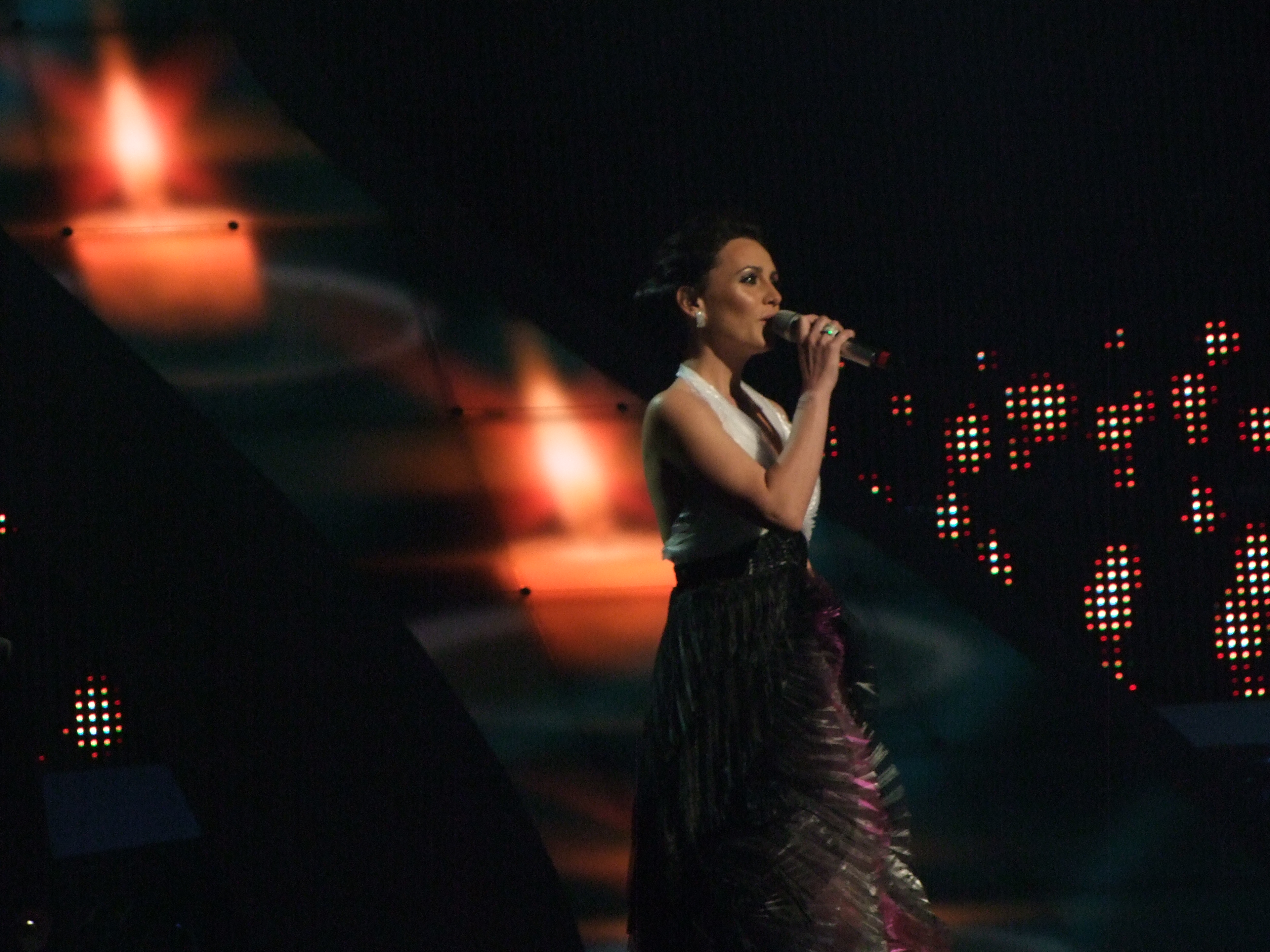
Csézy i den andra semifinalen i Eurovision Song Contest 2008

Csézy är artistnamnet för sångerskan Erzsébet Csézi, född 9 oktober 1979 i Mezőkövesd i Ungern.

## Eurovision Song Contest
Csézy representerade sitt land i Eurovision Song Contest 2008 i Belgrad i Serbien med bidraget Candlelight. Hon vann den nationella uttagningen den 8 februari och sjöng då sitt bidrag på ungerska. Då hade den titeln Szívverés. Hon tävlade i Eurovision Song Contests andra semifinal och där kom hon på nittonde och sista plats med sex poäng; fyra från Serbien och en poäng från vardera Danmark och Georgien.